# クリケットニュージーランド代表
クリケットニュージーランド代表は、クリケット・ニュージーランドにより組織されるクリケットのナショナルチーム。愛称でブラックキャップスと呼ばれている。

## 代表成績

### ワールドカップ
- 1975: 準決勝敗退
- 1979: 準決勝敗退
- 1983: 1次ラウンド敗退
- 1987: 1次ラウンド敗退
- 1992: 準決勝敗退
- 1996: 準々決勝敗退
- 1999: 準決勝敗退
- 2003: 5位
- 2007: 3位
- 2011: 準決勝敗退
- 2015: 準優勝
- 2019: 決勝進出

### ICCノックアウト/チャンピオンズトロフィー
- 1998年: 3位
- 2000年: 優勝
- 2002年: 1次ラウンド敗退
- 2004年: 1次ラウンド敗退
- 2006年: 3位
- 2009年: 準優勝

### ICC T20ワールドカップ
- 2007年: 準決勝敗退
- 2009年: スーパーエイトステージ敗退
- 2010年: スーパーエイトステージ敗退
- 2012年: スーパーエイトステージ敗退

### ICCワールドテストチャンピオンシップ
| 2019–21 | 2/9 | 11 | 7 | 4 | 0 | 0 | 0 | 600 | 420 | 70.00 | Rose Bowl 2021 | インドに 8ウィケットで勝利 | W   |
| 2021–23 | 6/9 | 13 | 4 | 6 | 3 | 0 | 0 | 156 | 60  | 38.46 | The Oval 2023  | Did not qualify            | 6th |